# Orri Páll Dýrason
Orri Páll Dýrason (Reiquiavique, 4 de julho de 1977) é um músico islandês. Foi baterista da banda de post-rock islandesa Sigur Rós. Ele ingressou na banda em 1999 após gravação do álbum Ágætis byrjun, quando o então baterista, Ágúst Ævar Gunnarsson, deixou a banda.
Seu pai é o ex-jogador de futebol Dýri Guðmundsson, que disputou cinco jogos pela seleção islandesa.
Orri tem uma filha, Vaka, que deu origem ao nome da primeira faixa do álbum ( ) e dois filhos, Dýri Angantýr e Jón Stormur. Ele é casado com María Lilja Þrastardóttir, uma jornalista e ativista feminista da Islândia, onde vivem atualmente em Londres.
Em setembro de 2018, ele foi acusado de agressão sexual por uma fã no Instagram. Orri fez uma publicação no Facebook onde afirmou sua inocência, mas "à luz da escala deste assunto", ele optou por deixar a banda a fim de limpar seu nome.